# Hornstedtia pusilla
Hornstedtia pusilla är en enhjärtbladig växtart som beskrevs av Henry Nicholas Ridley. Hornstedtia pusilla ingår i släktet Hornstedtia och familjen Zingiberaceae. Inga underarter finns listade i Catalogue of Life.